# Anaplecta fusca
Anaplecta fusca är en kackerlacksart som beskrevs av Robert Walter Campbell Shelford 1906. Anaplecta fusca ingår i släktet Anaplecta och familjen småkackerlackor.
Artens utbredningsområde är Ecuador. Inga underarter finns listade i Catalogue of Life.